# Ламбсгайм
Ламбсгайм (нім. Lambsheim) — громада в Німеччині, розташована в землі Рейнланд-Пфальц. Входить до складу району Рейн-Пфальц. Адміністративний центр об'єднання громад Ламбсгайм-Гесгайм.
Площа — 12,75 км2. Населення становить 7013 ос. (станом на 31 грудня 2020).

## Галерея

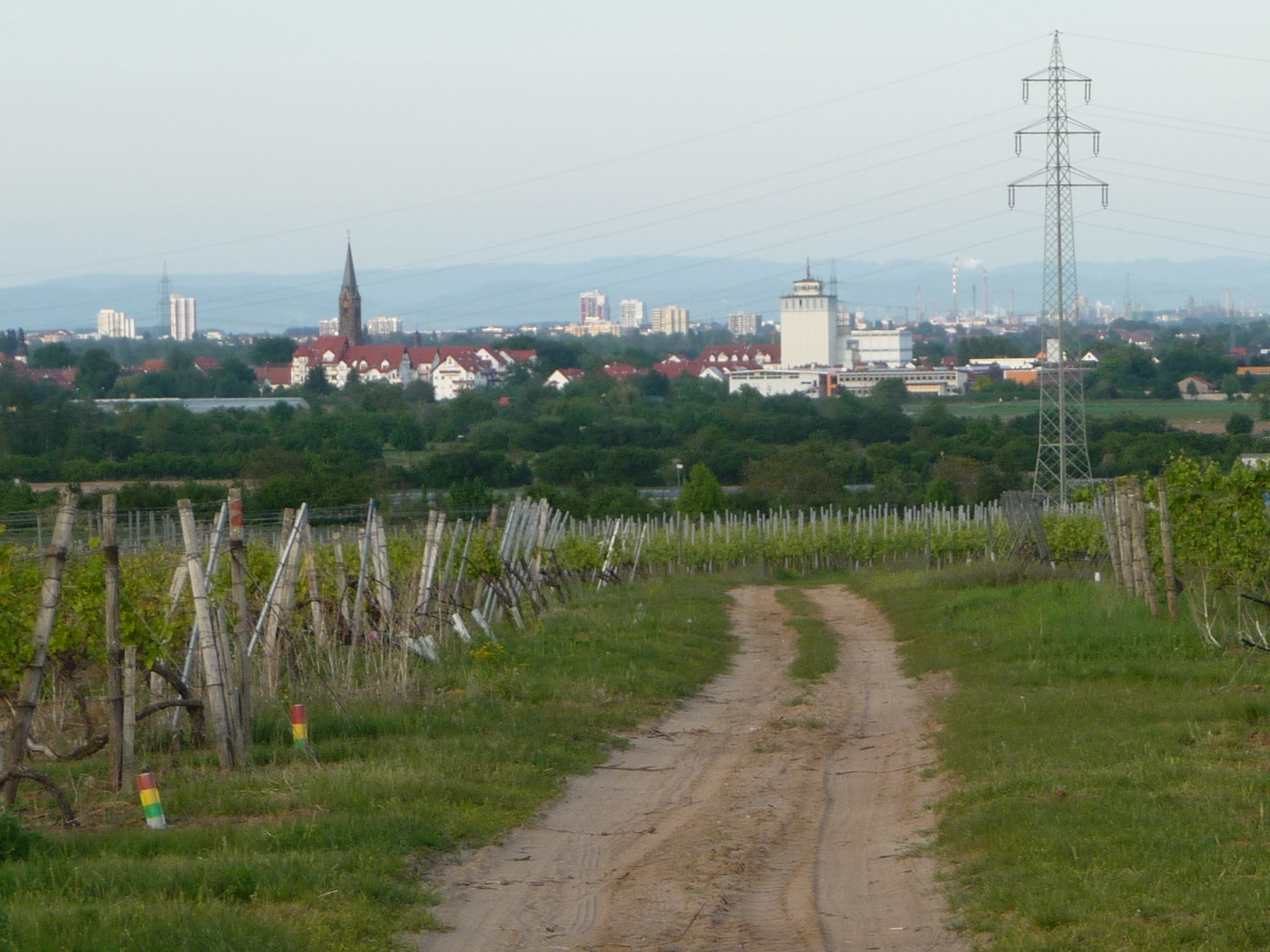
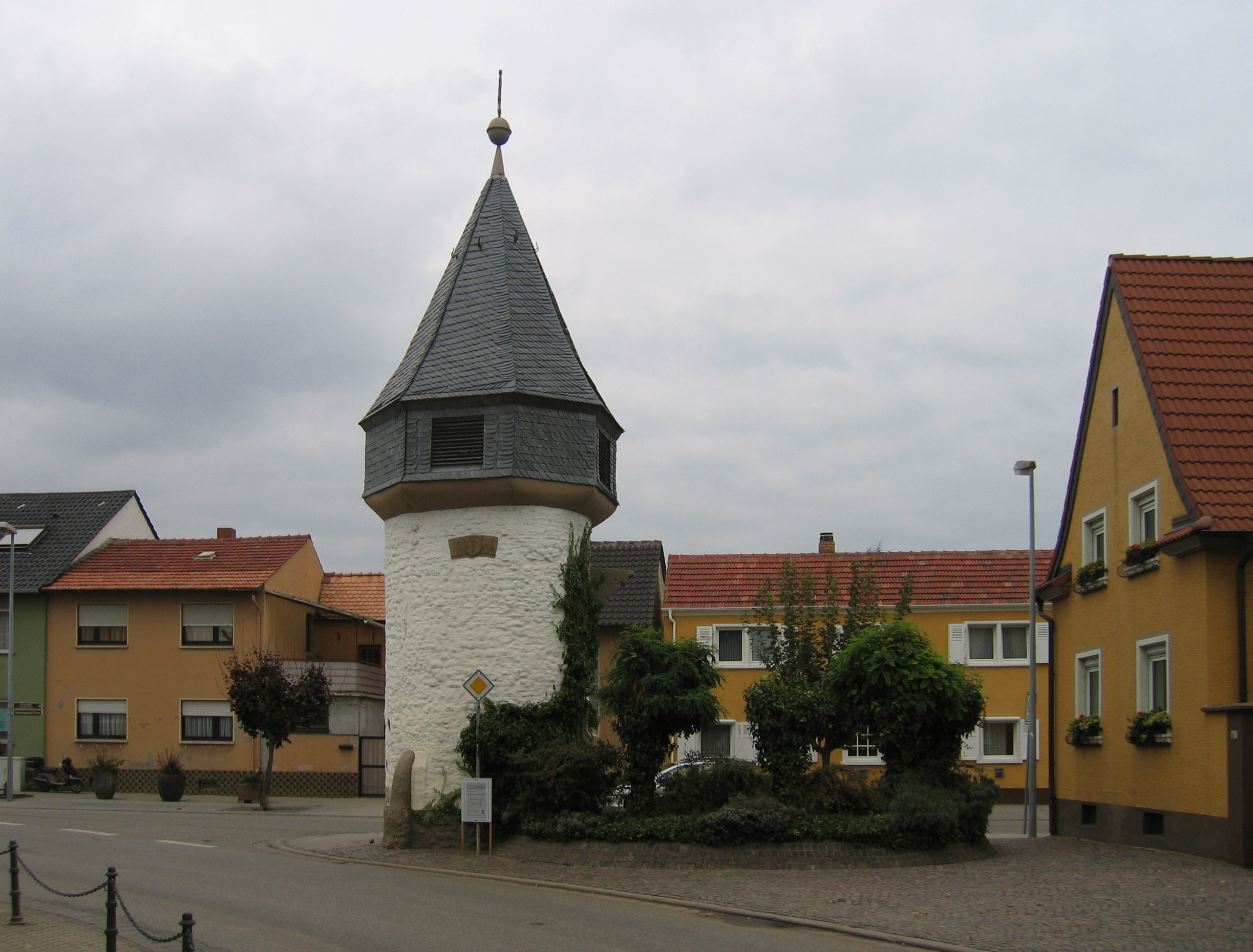
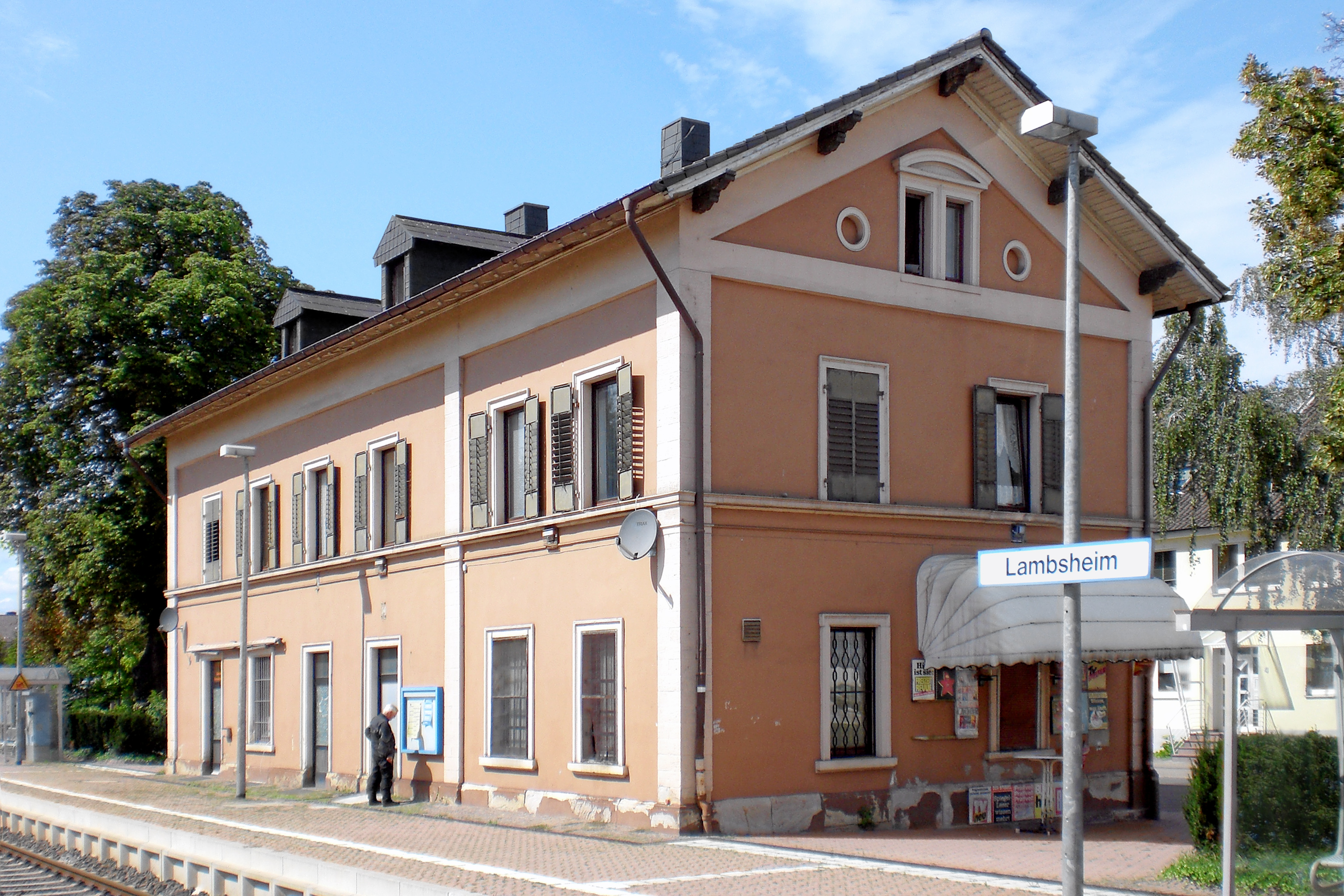
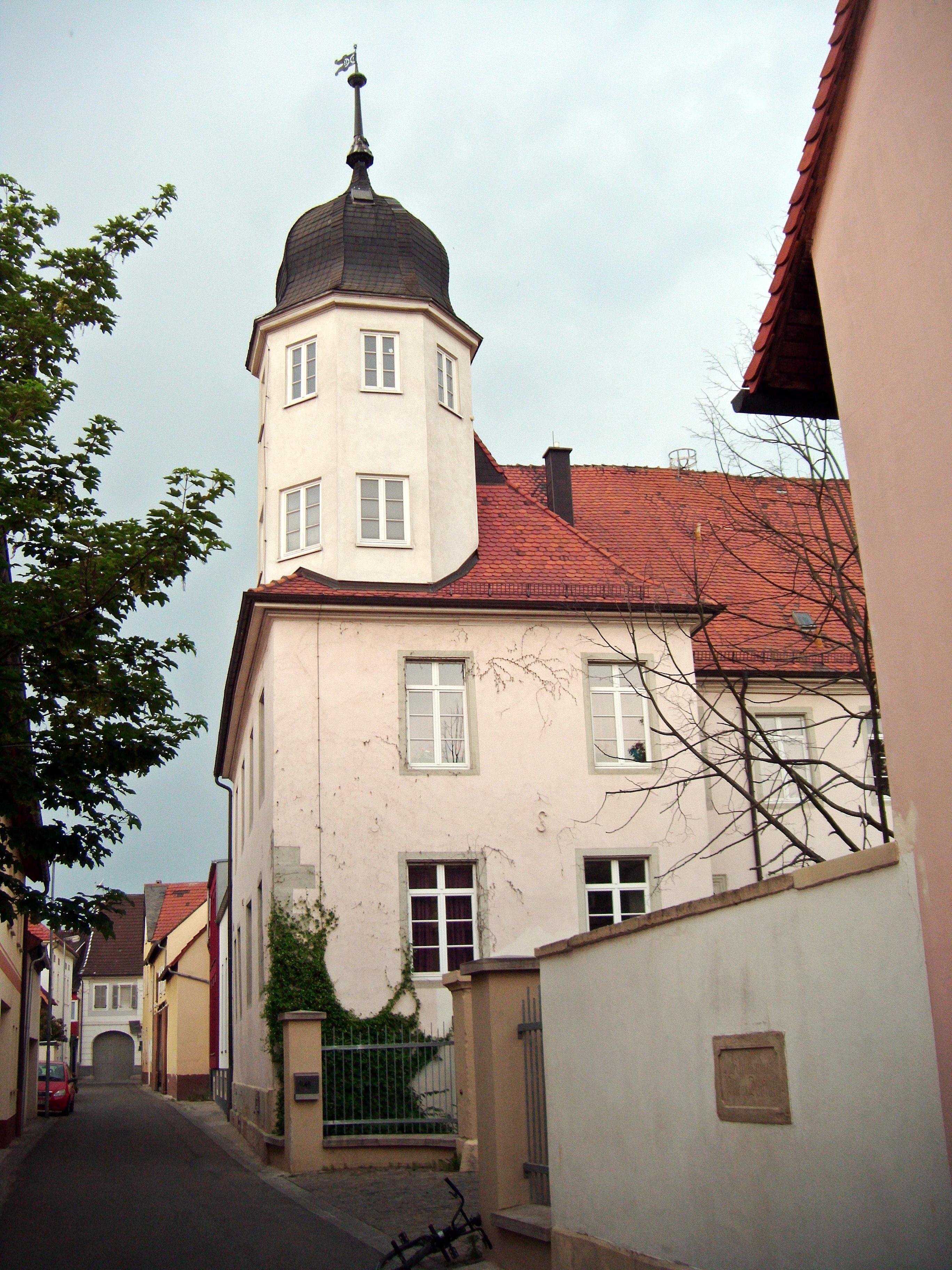